# Kašt
 Kašt  falu Horvátországban, a Károlyváros megyében. Közigazgatásilag Ozalyhoz tartozik.

## Fekvése
Károlyvárostól 27 km-re, községközpontjától 13 km-re északnyugatra, a Zsumberki-hegységben fekszik.

## Története
Görögkatolikus plébániáját 1776 körül alapították, addig a badovinci Szent Miklós plébániához tartozott. Ma a plébániához  Kašt, Brašljevica, Latkovići, Ognjanovci, Dragišići, Balići, Strahinići, Dančulovići, Rađenovići, Badovinci, Magovci és Priselje települések tartoznak. A falunak 1830-ban 6 háza és 77 lakosa, 1857-ben 96, 1910-ben 186 lakosa volt. A trianoni békeszerződésig Zágráb vármegye Jaskai járásához tartozott. 2011-ben 46 lakosa volt.

## Lakosság
| Lakosság változása | Lakosság változása | Lakosság változása | Lakosság változása | Lakosság változása | Lakosság változása | Lakosság változása | Lakosság változása | Lakosság változása | Lakosság változása | Lakosság változása | Lakosság változása | Lakosság változása | Lakosság változása | Lakosság változása | Lakosság változása |
| ------------------ | ------------------ | ------------------ | ------------------ | ------------------ | ------------------ | ------------------ | ------------------ | ------------------ | ------------------ | ------------------ | ------------------ | ------------------ | ------------------ | ------------------ | ------------------ |
| 1857               | 1869               | 1880               | 1890               | 1900               | 1910               | 1921               | 1931               | 1948               | 1953               | 1961               | 1971               | 1981               | 1991               | 2001               | 2011               |
| 96                 | 124                | 168                | 187                | 208                | 186                | 199                | 215                | 192                | 168                | 153                | 117                | 88                 | 89                 | 78                 | 46                 |

## Nevezetességei
- Remete Szent Antal tiszteletére szentelt görög katolikus plébániatemploma[4] 1828-ban épült, 1907-ben megújították. A templom a Zsumberki-hegység déli lejtőin, főhomlokzatával nyugat felé tájolva áll. Egyhajós épület, téglalap alaprajzú hajóval, valamivel szűkebb, téglalap alaprajzú, szegmentális záródású szentéllyel,  valamint a szentélytől délre emelkedő a főhomlokzat feletti harangtoronnyal. A belső tér csehboltozatos. Az ikonosztáz a templom építésének idejéből származik, belső részét 1907-ben festették. A fapadok a 19. század végéről származnak. Zsumberk vidékének egyik legrégebbi görög katolikus temploma 1829-ben épült V. Mühlbauer károlyvárosi építész tervei alapján, klasszicista stílusban.
- A plébániát 1886-ban építették.